# Niemandsfreund
Niemandsfreund ist die heutige Bezeichnung für eine abgegangene Burg, die unweit der Kastelruther Fraktion Tagusens in Südtirol stand.
Die ehemalige Hangburg befindet sich auf dem bewaldeten Felshügel des „Moosbühels“ östlich von Tagusens.
Zu Geschichte und Architektur ist wenig bekannt, urkundliche Erwähnungen sind nicht nachgewiesen. An der Burgstelle der abgegangenen Burg finden sich heute keine baulichen Reste mehr. Allerdings sind dem Burghügel gleich zwei deutlich erkennbare Wälle vorgelagert.